# Robert Sapolsky (cantante)
Robert Sapolsky (1964) è un cantante statunitense, noto soprattutto come voce bianca al Metropolitan Opera di New York e per i suoi ruoli solisti nel Boris Godunov di Modest Petrovič Musorgskij e in Amahl e i visitatori notturni di Gian Carlo Menotti.

## Biografia
Robert Sapolsky nasce nel 1964. Negli anni 1977-79 si afferma con Adam Guettel come la principale voce bianca solista al Metropolitan Opera di New York. Interpreta per 19 volte il ruolo di Fyodor nel Boris Godunov di Modest Petrovič Musorgskij, sia a New York che in altre città degli Stati Uniti, e per ben 24 volte quello del pastore nella Tosca di Giacomo Puccini. Per due volte si alterna a Adam Guettel nel ruolo di Yniold in Pelléas et Mélisande di Claude Debussy e con lui canta in numerose occasioni nell'ensamble di voci bianche nel Tannhäuser di Richard Wagner e ne Il flauto magico di Wolfgang Amadeus Mozart.
Sapolsky è conosciuto internazionalmente come voce bianca solista per la registrazione sonora della sua interpretazione di Fyodor nel Boris Godunov di Modest Petrovič Musorgskij al Metropolitan di New York il 25 febbraio 1978. La registrazione, diretta da Kazimierz Kord, è una delle poche in cui la parte sia cantata da una voce di bambino e non - come di norma - da una mezzosoprano.
Sempre nel 1978 Sapolsky compare nel ruolo del pastore nel video della Tosca di Puccini, diretto da James Conlon, con Shirley Verrett, Luciano Pavarotti e Cornell MacNeil. Lo spettacolo fu registrato dal vivo dal Metropolitan di New York il 19 dicembre 1978 e trasmesso sul canale televisivo PBS per la serie Great Performances at the Met.
È soprattutto apprezzato protagonista con Teresa Stratas del video dell'opera Amahl e i visitatori notturni, trasmesso dalla NBC il 24 dicembre 1978, nel quale mostra notevoli qualità interpretative ed attoriali. Dopo i successi degli anni 50 con Chet Allen, Bill McIver e Kirk Jordan, e la produzione del 1963 con Kurt Yaghjian, il video (girato in parte in Terra santa) segna il ritorno dell'opera di Gian Carlo Menotti in televisione dopo una pausa di ben 12 anni. Come d'uso in molti film-opera gli interpreti mimavano il canto su una colonna sonora preregistrata.
Lo si può ancora ascoltare in registrazioni dal vivo, assieme a Adam Guettel e altre voci bianche, anche nel Tannhäuser di Richard Wagner (Metropolitan, 21 gennaio 1978, diretto da James Levine) e, assieme a Carl Tramon e Scott Rigby, ne Il flauto magico di Wolfgang Amadeus Mozart (Metropolitan, 17 febbraio 1979, diretto da John Pritchard).
Dopo che la sua voce si è rotta con l'adolescenza, Robert Sapolsky ha ripreso da adulto la sua carriera di cantante come baritono.